# سیارک ۴۲۹۹
سیارک ۴۲۹۹ (به انگلیسی: 4299 WIYN، نامگذاری:1952QX) چهار هزار و دویست و نود و نهمین سیارک کشف شده‌است که در ۲۸ اوت ۱۹۵۲ کشف شد.
قدر مطلق سیارک برابر ۱۳٫۱۰ است.